# Phare de la baie de Porvenir
Le phare de la baie de Porvenir  (en espagnol : Faro Bahía Porvenir) est un phare actif situé dans la Baie de Porvenir (ceb) sur la Grande île de la Terre de Feu, (Province de Terre de Feu), dans la Région de Magallanes et de l'Antarctique chilien au Chili.
Il est géré par le Service hydrographique et océanographique de la marine chilienne dépendant de la Marine chilienne.

## Histoire
Le phare est situé sur un promontoire au sud-ouest du terminal des ferries à Porvenir. Il guide les navires arrivant de la Terre de Feu, depuis Punta Arenas, par le détroit de Magellan.

## Description
Le phare est un pilier cylindrique  en fibre de verre portant une balise de 8 m de haut. La tour est peinte en blanc avec une bande étroite rouge. Il émet, à une hauteur focale de 19 m, un éclat blanc par période de 12 secondes. Sa portée est de 10 milles nautiques (environ 19 km).
Identifiant : ARLHS : CHI-034 - Amirauté : G1440 - NGA : 111-2404 .

### Lien connexe
- Liste des phares du Chili